# Krușa, Varna
Krușa (în bulgară Круша) este un sat în comuna Avren, regiunea Varna,  Bulgaria. 

## Demografie
Componența etnică a satului Krușa
     Bulgari (90,47%)
     Nicio identificare (9,52%)
     Altele (0%)
La recensământul din 2011, populația satului Krușa era de 63 locuitori. Din punct de vedere etnic, majoritatea locuitorilor (90,47%) erau bulgari. Pentru 9,52% din locuitori nu este cunoscută apartenența etnică.